# لیتراری ریویو
لیتِراری ریویو (به انگلیسی: Literary Review) به معنی بازبینی ادبی نام یک مجله ادبی است که در کشور انگلیس و به سال ۱۹۷۹ توسط آن اسمیث که در آن زمان ریاست دانشکده زبان انگلیسی دانشگاه ادینبرو را بر عهده داشت، پایه‌گذاری شد. دفترهای این مجله در حال حاضر در خیابان لگزینکتون واقع در سوهو شهر لندن قرار دارند. تیراژ آن نیز ۴۴٬۷۵۰ نسخه است. سردبیر کنونی این مجله ننسی اسلودک است.
این مجله کتاب‌هایی از ژانرهای گوناگون همچون تخیلی، تاریخی، سیاسی، زندگی‌نامه و سیاحت‌نامه را مورد بازبینی قرار می‌دهد. شماری از اشخاص که با این مجله همکاری داشته‌اند عبارتند از: کینگزلی آمیس، جان بنویل، جولیان بارنز، هیلاری منتل، جان گری و نیک هورن‌بای. مجله لیتراری ریویو خود چندین رمان منتشر کرده‌است.

## جایزه ادبی سکس بد
مجله لیتراری ریویو به سبب جایزه ادبی سکس بد شهرت دارد. این مجله از ۱۹۹۳ هر سال جایزه‌ای زیر عنوان جایزه ادبی سکس بد به نویسندگانی که بدترین و ضعیف‌ترین توصیف از یک صحنه جنسی را در رمانشان خلق کرده باشند، اهدا می‌کند. «جایزه‌ای که اهدا می‌شود یک تن‌دیس نیمه انتزاعی از سکس دهه ۵۰ است». این تن‌دیس به شکل زنی برهنه است که روی یک کتاب باز دراز کشیده.
انگیزه پدیدآورندگان این جایزه این است که با جلب توجه به «استفاده زمخت، بی‌سلیقه و غالباً باری به هر جهت و اجباری از صحنه‌های عمدتاً بی‌ربط جنسی در رمان‌های امروزی»، نویسنده‌ها را از نوشتن این گونه عبارات خیلی بد، و «از نوشتن سرسری و توصیف فاقد جذابیت» پرهیز بدهد.

### برندگان
- 1993: Melvyn Bragg، زمانی برای رقص (A Time to Dance)
- 1994: Philip Hook, سنگ‌شکنان (The Stonebreakers)
- 1995: Philip Kerr, Gridiron
- 1996: David Huggins, The Big Kiss: An Arcade Mystery
- 1997: Nicholas Royle, The Matter of the Heart
- 1998: Sebastian Faulks, Charlotte Gray
- 1999: A. A. Gill, Starcrossed
- 2000: Sean Thomas, Kissing England[۴]
- 2001: Christopher Hart, نجاتم بده (Rescue Me)
- 2002: Wendy Perriam, Tread Softly[۲]
- 2003: Aniruddha Bahal, Bunker ۱۳
- ۲۰۰۴: تام وولف، I Am Charlotte Simmons
- 2005: Giles Coren, Winkler[۵]
- 2006: Iain Hollingshead, Twenty Something[۶]
- ۲۰۰۷: نورمن میلر، The Castle in the Forest[۷]
- 2008: Rachel Johnson, Shire Hell; جان آپدایک، Lifetime Achievement Award
- ۲۰۰۹: جاناتان لیتل، The Kindly Ones
- 2010: Rowan Somerville, شکل بدنش (The Shape of Her)[۸]
- 2011: David Guterson, شاه ادی (Ed King)[۹]
- ۲۰۱۲: نانسی اوستون، Infrared[۱۰]
- 2013: Manil Suri, شهر شرور (The City of Devil)
- ۲۰۱۴: بن اوکری، عصر جادو (The Age of Magic)[۱۱]